# Butler megye (Alabama)
Butler megye az Amerikai Egyesült Államokban, azon belül Alabama államban található. Megyeszékhelye és legnagyobb városa Greenville.
A dél-alabamában található Butler megyében több vasútvonal találkozott a tizenkilencedig század végén. Ebben a megyében született Hank Williams Sr.. Egy választott négytagú bizottság irányítja a megye ügyeit.
Lakosainak száma 19 051 fő (2020. április 1.). Butler megye Lowndes, Crenshaw, Covington, Conecuh, Monroe és Wilcox megyékkel határos.

## Története
Butler megyét 1819. december 13-án alapították. Conecuh és Monroe megye egyes részeiből kialakítva a területét, és William Butler kapitányról, az 1813-14-es Creek-háború veteránjáról nevezték el. 
Az első telepesek Georgia és Carolina felől érkeztek, miután a Creek-ek vereséget szenvedtek a háborúban. Az indiánok fenyegetve érezték magukat, a sok betelepülő hatására. Egy creek harcosokból álló csapat 1818 márciusában megtámadott és megölt két családot az Ogly-mészárlásként ismertté vált eseményben. Ezután a helyi telepes, Thomas Gary felépítette Gary-erődöt, és pénzt kért a védelemért a telepesektől. A díjak miatt felháborodott helyiek petíciót nyújtottak be a kormányhoz. William Wyatt Bibbhez fordultak védelemért ő elküldte Samuel Dale ezredest, aki a telepesekkel és a milíciákkal együtt felépítette Fort Dale-t. Néhány nappal később Butlert és több más férfit megtámadták és megölték Savannah Jack Creek vezér és harcosai – miközben uton voltak egy üzenettel – Fort Dale és Fort Bibb között, Greenville-től nyugatra.
A Fort Jackson-i békeszerződés után a Creekek kénytelenek voltak a Coosa folyótól nyugatra költözni, és ennek hatásáramég több telepes érkezett a megyébe. A tizenkilencedik század első felében Butler megye „Dél-Alabama Saratoga” néven volt ismert, a híres New York-i gyógyfürdőváros, Saratoga Springs után mert sok gyógyvíz volt található itt, és sok vendég szállt meg a Butler Springs Hotelben.

## Népesség
A 2020-as népszámlálási becslések szerint Butler megye lakossága 19 051 fő volt. A következő eloszlás szerint
| Rassz            | lélekszám | százalék | rangsor az állam 67 megyéje közül |
| ---------------- | --------- | -------- | --------------------------------- |
| Teljes           | 19051 fő  | 0,37     | 50                                |
| Fehér            | 9679 fő   | 50,8     | 52                                |
| Afroamerikai     | 8389 fő   | 44,0     | 14                                |
| Több rasszú      | 506 fő    | 2,7      | 49                                |
| Spanyol          | 260 fő    | 1,4      | 56                                |
| Ázsiai           | 143 fő    | 0,8      | 22                                |
| Őslakos és egyéb | 74 fő     | 0,4      | 56                                |

A megyeszékhelynek, Greenville-nek 7478 lakosa volt.
 További jelentősebb települések Georgiana és McKenzie.
Butler megyében a háztartások medián jövedelme 44 850 dollár volt, szemben az állam egészére vonatkozó 52 035 dollárral, az egy főre jutó jövedelem pedig 23 415 dollár volt, szemben az állam egészének 28 934 dollárjával. A megye népességének változása:
| Lakosok száma | 21 399 | 20 944 | 20 662 | 20 384 | 20 265 | 20 154 | 19 051 |
|               | 2000   | 2010   | 2011   | 2012   | 2013   | 2015   | 2020   |

## Gazdaság
A polgárháború előtt Butler megyében föként gyapotott termesztettek. Az 1850-es években az Ohio és Mobile közötti vasútvonalra szárnyvonalakat építettek, így a megye jelentős kereskedelmi központtá vált. Greenville, a jelenlegi megyeszékhely vasúti város volt, és a Montgomery és Alabama déli része közötti kereskedelem fontos csomopontja volt. A tizenkilencedik század végén a Louisville-i és Nashville-i vasút Greenville-en keresztül történő megépítése tovább járult a város sikeréhez.

## Foglalkoztatás
A 2020-as népszámlálási becslések szerint Butler megyében a munkaerő a következő ipari kategóriák között oszlik meg
- Oktatási szolgáltatások, valamint egészségügyi és szociális segélyek (26,6 százalék)
- Kiskereskedelem (12,5 százalék)
- Feldolgozóipar (11,5 százalék)
- Művészetek, szórakoztatás és rekreáció, valamint szállás- és étkezési szolgáltatások (10,7 százalék)
- Egyéb szolgáltatások, kivéve a közigazgatást (8,4 százalék)
- Szállítás és raktározás, valamint közművek (6,7 százalék)
- Szakmai, tudományos, gazdálkodási, adminisztratív és hulladékgazdálkodási szolgáltatások (6,5 százalék)
- Építőipar (6,4 százalék)
- Közigazgatás (5,4 százalék)
- Információ (4,9 százalék)
- Pénzügy és biztosítás, valamint ingatlan, bérbeadás és lízing (2,7 százalék)
- Nagykereskedelem (1,1 százalék)
- Mezőgazdaság, erdőgazdálkodás, halászat és vadászat, valamint kitermelő (0,8 százalék)

## Oktatás
A Butler megyében nyolc iskola található.

## Földrajz
A 2012 négyzetkilométer területű Butler megye az állam déli-középső részén fekszik, az East Gulf Coastal Plain területén. Bár a megyén nem halad át nagyobb folyó, több mellékfolyó található a területén. A Wolf Creek, az Alabama folyó mellékfolyója a megye északnyugati sarkán halad keresztül, míg a Panther, a Persimmon és a Pigeon Creeks, a Conecuh folyó mellékfolyói a megye déli szakaszán halad keresztül. Az Interstate 65 -ős autópálya Butler megye fő közlekedési útvonala, amely észak-déli irányban halad át a megye központján. Az US 31 és a State Route 10 a megye másik fő közlekedési utvonala.

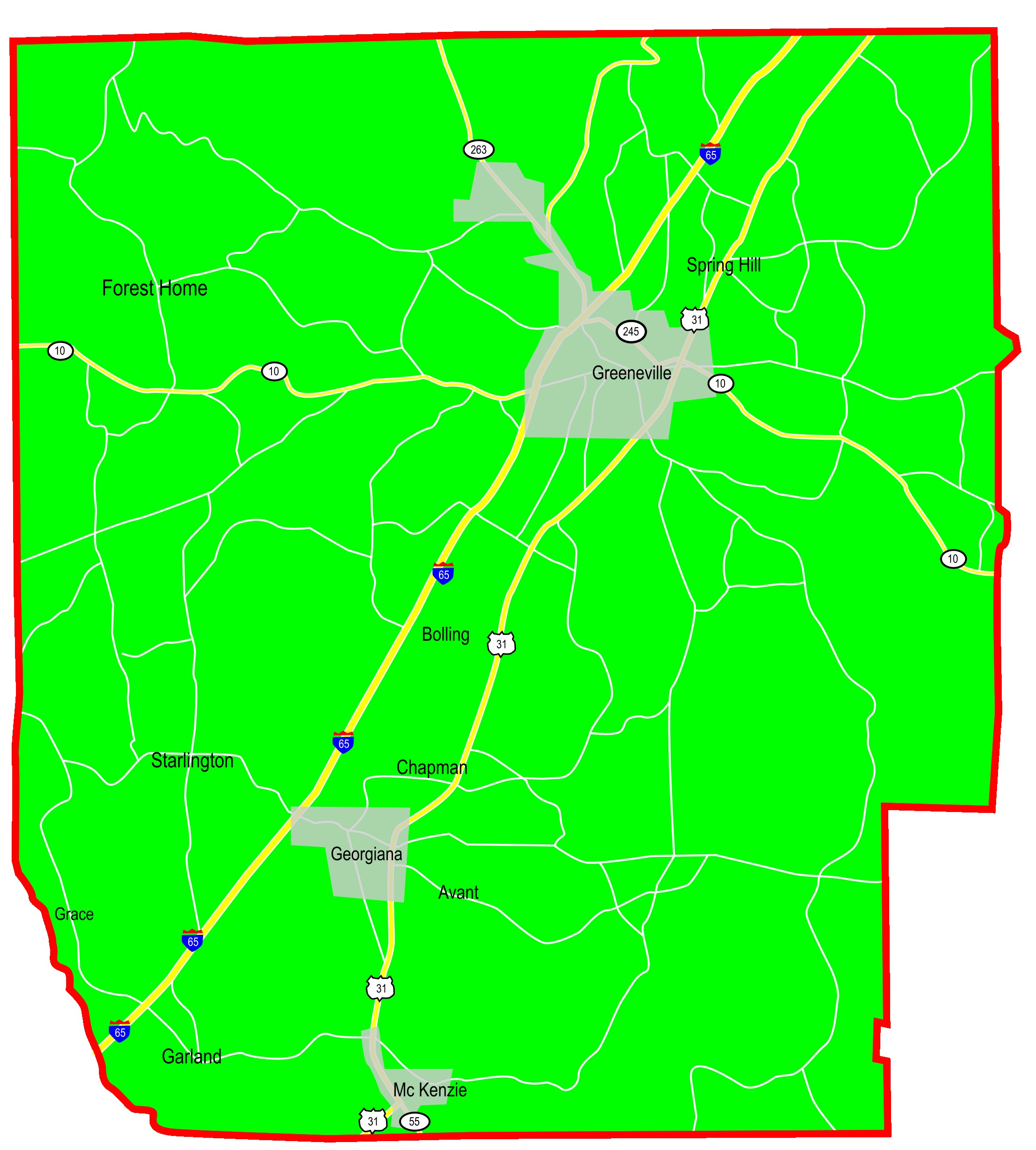
Butler County (Alabama) map

## Események és érdekes helyek
A gyönyörű virágairól Camellia City néven ismert Greenville számos történelmi épületnek ad otthont, köztük az Old City börtönt, amely a megye legrégebbi változatlan épülete. A Commerce Street Residential Historic District, valamint sok más ház és kereskedelmi épület szerepel a történelmi helyek nemzeti nyilvántartásában. A Greenville Railroad Depot őrzi a város vasúti és gazdasági történetét, és helyi művészek kiállításai is találhatok benne. A Ridge történelmi ültetvényes közösséget gazdag lakosok építették, hogy elkerüljék a környéken felbukanó különböző növényi betegségeket. Greenville és Georgiana egykor a legendás countryénekes, Hank Williams Sr. otthona volt; Georgianában található gyermekkori otthona múzeumként működik, és a városban minden júniusban megrendezik az éves Hank Williams Fesztivált. Minden nyáron Greenvilleben megrendezik a görögdinnyefesztivált. A történelmi Ritz Színház, ma Greenville előadóművészeti központjaként szolgál.
A Conecuh Nemzeti Erdő nagyrészt Butler megye déli részén található, és horgászási, túrázási és egyéb szabadtéri tevékenységeket tesz lehetővé. A Georgianától északnyugatra található Butler megyei állami vadgazdálkodási terület horgászási és vadászati lehetőséget kínál, a greenville-i Sherling-tónál pedig halászni és csónakázni lehet.